# Neisseria
Genre
Les Neisseria forment un genre de bactéries à gram négatif appartenant à la famille des Neisseriaceae, dans le groupe des Pseudomonadota (ex-Proteobacteria).
Les Neisseria sont des coques le plus souvent par paire (diplocoques) ressemblant à des grains de café. Ce sont des bactéries immobiles, aérobie strict, chimiohétérotrophe et oxydase positive. Les différentes espèces peuvent être différenciables entre elles par des tests d'utilisation des sucres (selon leur capacité à utiliser le glucose, le maltose, le lactose et le saccharose).
Les Neisseria vivent sur la muqueuse des mammifères et la majorité des espèces n'est pas pathogène. Le genre comprend cependant deux pathogènes importants, Neisseria meningitidis et Neisseria gonorrhoeae.
Espèces pathogènes
- Neisseria gonorrhoeae ou gonocoque est responsable d'une infection sexuellement transmissible : la gonorrhée ou blennorragie.
- Neisseria meningitidis ou méningocoque est responsable de rhinopharyngite contagieuse et de méningite.

Espèces commensales non pathogènes :
- Neisseria cinerea
- Neisseria elongata
- Neisseria flavescens
- Neisseria lactamica
- Neisseria mucosa
- Neisseria polysaccharea
- Neisseria sicca
- Neisseria subflava

## Histoire
Le genre Neisseria doit son nom au bactériologiste allemand Albert Neisser, qui en 1879 fit la découverte de son premier représentant pathogène, le gonocoque responsable de la gonorrhée, une maladie humaine sexuellement transmissible. Neisser participa également à la découverte du bacille de Hansen, l'agent de la lèpre. Ces découvertes furent rendues possibles grâce à de nouvelles techniques de coloration qu'il contribua à développer.

## Identification
Une souche devrait être identifiée pour poser le diagnostic d'une pathologie (méningite, gonorrhée), ou pour exclure ces pathologies. Pour l'identification, classiquement sont utilisés des caractéristiques culturales de la souche, par culture et examen direct. La culture peut durer entre 24 et 48 heures, et le diagnostic présomptif indique une antibiothérapie probabilistique d'urgence. Pour les deux espèces pathogènes (gonocoque et meningocoque, il existe actuellement des méthodes de diagnostic rapides moléculaires avec une réponse dans 4 heures (PCR).

### Matrice d'identification desNeisseria
-1= négatif ou absence, caractère absent;
1= positif ou présence, caractère présent;
0 ou espace libre = caractère variable ou absence d'information
| Genre     | Espèce        | Soustype / Observations                             | 20° (psychrophile) | 30° (mésophile) | 37° (mésophiles) | α-hémolyse | β-hémolyse | Pigment | Gram+ =1 Gram- = -1 | Mobilité (en contraste de phase, en milieu liquide) | Capnophilie = 5%CO2 | µaerophilie =7%O2+7%CO2+7%H2 | Anaérobie+ | Oxydase+ (cytocrom-oxydase catalyse le transp des é de NADH vers O2= | Catalase (+H2O2 à3 % >bulles dans 30") | ODC=L-Ornitin DeCarboxylase | Citrate+ (Simmons') | Urée + urease > NH3+ phenol red > cerise | VP acetoin > +Voges-Proskauer=alphaNaphtol +KOH=rose-rouge | NO3 reductase = Nitrate reductase > Nitrites(rouge) | fDGlucose (acidif) | L-Tryptophane> Indol +Kovacs/James reagent =aldeh>rouge | Colistin=Colimycine=Polimixin E | Z =Aminosides | Q = F-Quinolones | T Tetracyclines général | E = Macrolides | F = Phénicoles | Cocci =-1, Bacillus=1 | Diplo | Capsule | Pigment description                           | GGT =GammaGlutamylTransférase sur GG4methoxyBetaNaphtylamide | Lactose acidification par fermentation | D-Manose acidification par fermentation | NO2 > N2 (dénitrification) | Fructose acidification par fermentation | DMaltose acidification par fermentation | α-Maltosidase sur 4Nitro-Phenyl-alpha-D-maltopyranoside | D-Saccharose acidification par fermentation | ONPG =Nitrat reduction (orto ou paraNitroPhenylGalactopyranoside | Polysaccharides synthèse à partir du saccharose +Lugol>bleu intense | Tributyrine Hydrolyse> butyrate >ph acide | Amylose =Amidon Hydrolase, Amygdaline | Levulose acidification par fermentation | DN-ase à 25° | ChoVCAT (Van, Colimicin, AmphoB, Trimetoprim) | Acetazolamide | Colonies Muqueuses | Colonies Rougueuses |
| --------- | ------------- | --------------------------------------------------- | ------------------ | --------------- | ---------------- | ---------- | ---------- | ------- | ------------------- | --------------------------------------------------- | ------------------- | ---------------------------- | ---------- | -------------------------------------------------------------------- | -------------------------------------- | --------------------------- | ------------------- | ---------------------------------------- | ---------------------------------------------------------- | --------------------------------------------------- | ------------------ | ------------------------------------------------------- | ------------------------------- | ------------- | ---------------- | ----------------------- | -------------- | -------------- | --------------------- | ----- | ------- | --------------------------------------------- | ------------------------------------------------------------ | -------------------------------------- | --------------------------------------- | -------------------------- | --------------------------------------- | --------------------------------------- | ------------------------------------------------------- | ------------------------------------------- | ---------------------------------------------------------------- | ------------------------------------------------------------------- | ----------------------------------------- | ------------------------------------- | --------------------------------------- | ------------ | --------------------------------------------- | ------------- | ------------------ | ------------------- |
| Neisseria | spp           |                                                     |                    |                 |                  |            |            |         | -0,9                |                                                     |                     |                              |            | 0,9                                                                  | 0,95                                   | -1                          |                     | -1                                       |                                                            | -1                                                  | 1                  | -1                                                      |                                 |               |                  |                         |                |                | -0,9                  | 0,1   |         |                                               |                                                              |                                        |                                         |                            |                                         | 0,7                                     |                                                         | 0,3                                         | -1                                                               |                                                                     | -1                                        | 1                                     |                                         | -1           | 0,98                                          | -1            |                    |                     |
| Neisseria | gonorrhoeae   |                                                     | -1                 | -1              | 0,98             | -0,98      | -0,98      |         | -0,9                | -0,95                                               | 0,9                 |                              | -0,95      | 0,95                                                                 | 0,95                                   | -1                          |                     | -1                                       |                                                            | -0,95                                               | 0,94               | -1                                                      | 0,9                             |               | -0,9             | -0,9                    | -0,1           | -0,9           | -0,9                  | 0,1   | 0,3     | -1                                            | -1                                                           |                                        | -1                                      | -0,95                      | -0,98                                   | -1                                      |                                                         | -1                                          | -1                                                               |                                                                     | -1                                        |                                       | -1                                      | -1           | 0,95                                          | -1            | -0,9               |                     |
| Neisseria | meningitidis  | B en Europe Occidentale> prophylaxie avec Rif       | -1                 |                 | 0,98             | -0,98      | -0,98      |         | -0,9                | -0,95                                               | 0,5                 |                              | -0,95      | 0,95                                                                 | 0,95                                   | -1                          | -1                  | -1                                       | -1                                                         | 1                                                   | 0,94               | -1                                                      | 0,9                             | 0,5           | -0,8             |                         | -0,2           | -0,9           | -0,9                  | 0,1   | -0,3    | -1                                            | 1                                                            | -1                                     | 0,7                                     | -1                         |                                         | 0,94                                    |                                                         | -1                                          | -1                                                               |                                                                     | -1                                        |                                       | -1                                      | -1           | 0,95                                          | -1            | -0,9               |                     |
| Neisseria | polysaccharea |                                                     | -0,98              | 1               | 0,98             | -0,98      | -0,98      | 0,01    | -0,9                |                                                     | 0,01                |                              |            | 0,9                                                                  | 0,95                                   | -1                          |                     | -1                                       |                                                            | -1                                                  | 1                  | -1                                                      |                                 |               |                  |                         |                |                | -0,9                  | 0,1   |         |                                               | -1                                                           | -1                                     | -1                                      | 0,01                       |                                         | 1                                       |                                                         | -1                                          | -1                                                               | 1                                                                   | -1                                        |                                       | -1                                      | -1           | 0,98                                          | -1            |                    |                     |
| Neisseria | sicca         | 1 group DNA                                         | 0,98               | 1               | 0,98             | 0,01       | 0,01       |         | -0,9                | 1                                                   | 0,01                |                              | -0,98      | 0,98                                                                 | 0,95                                   | -1                          |                     | -1                                       |                                                            | -1                                                  | 0,94               | -1                                                      |                                 |               |                  |                         |                |                | -0,9                  | 0,1   |         | -/+, granuleuses, sèches,                     | 1                                                            |                                        | -1                                      | 0,95                       |                                         | 0,95                                    |                                                         | 1                                           | -1                                                               | 1                                                                   | -1                                        |                                       | 1                                       | -1           | 0,98                                          | -1            |                    | 0,9                 |
| Neisseria | flava         |                                                     | 0,98               |                 | 0,98             | -0,98      | -0,98      | -0,3    | -0,9                | 1                                                   | 0,01                |                              | -0,98      | 0,99                                                                 | 0,95                                   | -1                          |                     | -1                                       |                                                            |                                                     | 0,95               | -1                                                      |                                 |               |                  |                         |                |                | -0,9                  | 0,1   |         | jaune                                         | 1                                                            |                                        | -1                                      | -1                         |                                         | 0,95                                    |                                                         | -1                                          | -1                                                               | -1                                                                  | -1                                        |                                       | 1                                       | -1           | 0,98                                          | -1            | 0,1                | 0,1                 |
| Neisseria | subflava      | 3 variétés : subflava, flava et perflava            | 0,98               | 1               | 0,98             | 0,01       | 0,01       | -0,3    | -0,9                |                                                     | 0,01                |                              |            | 0,9                                                                  | 0,95                                   | -1                          |                     | -1                                       |                                                            | -1                                                  | 0,95               | -1                                                      |                                 |               |                  |                         |                |                | -0,9                  | 0,1   |         | lisses, jaune                                 | 0,1                                                          |                                        | -1                                      | 0,95                       |                                         | 0,95                                    |                                                         | 1                                           | -1                                                               | 0,01                                                                | -1                                        | 1                                     | 1                                       | -1           | 0,98                                          | -1            | 0,1                | 0,1                 |
| Neisseria | meningitidis  | A,C en Amérique, Afrique> existe vaccin             | -1                 |                 | 0,98             | -0,98      | -0,98      |         | -0,9                | -0,95                                               | 0,5                 |                              | -0,95      | 0,95                                                                 | 0,95                                   | -1                          |                     | -1                                       |                                                            |                                                     | 0,94               | -1                                                      | 0,9                             | 0,5           | -0,8             |                         | -0,2           | -0,9           | -0,9                  | 0,1   | 0,3     | -1                                            | 1                                                            |                                        | -1                                      | 0,3                        |                                         | 0,94                                    |                                                         | -1                                          | -1                                                               |                                                                     | -1                                        |                                       | -1                                      | -1           | 0,95                                          | -1            | -0,25              | 0,1                 |
| Neisseria | lactamica     | commensal du rhinopharynx                           | -1                 |                 | 0,98             | -0,98      | -0,98      |         | -0,9                |                                                     | 0,01                |                              |            | 0,9                                                                  | 0,95                                   | -1                          |                     | -1                                       |                                                            |                                                     | 1                  | -1                                                      |                                 |               |                  |                         |                |                | -0,9                  | 0,1   |         | +1                                            | -1                                                           | 1                                      | -1                                      | 1                          |                                         | 1                                       |                                                         | -1                                          | 1                                                                | -1                                                                  | -1                                        |                                       | -1                                      | -1           | 0,98                                          | -1            | -0,25              | 0,1                 |
| Neisseria | mucosa        | sous-espèce : heidelbergensis                       | 0,98               | 1               | 0,98             | -0,98      | -0,98      | -0,01   | -0,9                |                                                     | 0,01                |                              |            | 0,9                                                                  | 0,95                                   | -1                          | -0,4                | -1                                       | -0,7                                                       | 0,95                                                | 1                  | -1                                                      |                                 |               |                  |                         |                |                | -0,9                  | 0,1   |         | transp, sauf heidelbergensis = jaune          | 1                                                            |                                        | -1                                      | 0,95                       |                                         | 1                                       |                                                         | 0,9                                         | -1                                                               | 1                                                                   | -1                                        | -1                                    | 1                                       | -1           | 0,98                                          | -1            | 0,9                | 0,1                 |
| Neisseria | canis         |                                                     | -1                 |                 | 0,98             | -0,98      | -0,98      |         | -0,9                |                                                     | 0,01                |                              |            | 0,9                                                                  | 0,01                                   |                             |                     |                                          |                                                            |                                                     | 0,02               |                                                         |                                 |               |                  |                         |                |                | -0,9                  | 0,1   |         | -/+                                           | -1                                                           |                                        | -1                                      | -1                         |                                         | -1                                      |                                                         | -1                                          | -1                                                               | -1                                                                  | -1                                        |                                       | -1                                      | -1           |                                               | -1            | 0,9                | 0,1                 |
| Neisseria | denitrificans |                                                     |                    |                 |                  |            |            |         |                     |                                                     |                     |                              |            | 0,9                                                                  | 0,95                                   |                             |                     |                                          |                                                            | -1                                                  | -1                 |                                                         |                                 |               |                  |                         |                |                | -0,9                  | 0,1   |         | -1                                            |                                                              |                                        |                                         | 1                          |                                         | -1                                      |                                                         | -1                                          | -1                                                               |                                                                     | -1                                        |                                       |                                         |              | -1                                            | -1            |                    |                     |
| Neisseria | flavescens    |                                                     | 0,9                |                 | 0,9              | -0,98      | -0,98      | -0,7    | -0,9                |                                                     | -0,9                |                              |            | 0,98                                                                 | 0,95                                   |                             |                     |                                          |                                                            | 0,01                                                | -1                 |                                                         |                                 |               |                  |                         |                |                | 0,7                   | 0,1   |         | beiges ou brunes                              | -1                                                           |                                        | -1                                      | 0,01                       |                                         | -1                                      |                                                         | -1                                          | -1                                                               | -1                                                                  | 1                                         |                                       | -1                                      | 0,8          |                                               | 1             |                    |                     |
| Neisseria | macacae       | pharynx de singe                                    | 0,9                |                 | 0,9              | 0,9        | 0,9        | 0,01    | -0,9                |                                                     | -0,9                |                              |            | 0,98                                                                 | 0,95                                   |                             |                     |                                          |                                                            | 0,01                                                | -1                 |                                                         |                                 |               |                  |                         |                |                | 0,011                 | 0,1   |         | blanchâtre à bord net                         | -1                                                           |                                        | -1                                      | 0,01                       |                                         | -1                                      |                                                         | -1                                          | -1                                                               | -1                                                                  | 1                                         |                                       | -1                                      | 0,8          |                                               | 1             |                    |                     |
| Neisseria | elongata      | sous-espèces : elongata, glycolytica, nitroreducens | 0,9                |                 | 0,9              | -0,98      | -0,98      | 0,01    | -0,9                |                                                     | -0,9                |                              |            | 0,98                                                                 | 0,95                                   |                             |                     |                                          |                                                            |                                                     |                    |                                                         |                                 |               |                  |                         |                |                |                       |       |         | blanchâtre à bord net                         |                                                              |                                        |                                         |                            |                                         |                                         |                                                         |                                             |                                                                  |                                                                     | 1                                         |                                       |                                         | 0,01         |                                               | 1             |                    |                     |
| Neisseria | cinerea       |                                                     | -1                 | 1               | 0,98             | -0,98      | -0,98      | -0,3    | -0,9                |                                                     | 0,01                |                              |            | 0,9                                                                  | 0,95                                   | -1                          |                     | -1                                       |                                                            | -0,95                                               | -1                 | -1                                                      |                                 |               |                  |                         |                |                | -0,9                  | 0,1   |         | blanchâtre à jaune pâle, adhérentes au milieu | -1                                                           |                                        | -1                                      | 0,95                       |                                         | -1                                      |                                                         | -1                                          | -1                                                               | -1                                                                  | -1                                        |                                       | -1                                      | -1           | 0,98                                          | -1            |                    |                     |